# USS Nitze (DDG-94)
El USS Nitze (DDG-94), llamado así en honor a Paul Nitze, es un destructor de la clase Arleigh Burke en servicio con la Armada de los Estados Unidos.

## Construcción
Colocada la quilla el 17 de septiembre de 2002 en el Bath Iron Works (Maine). Fue botado botado el 3 de abril de 2004 y entregado el 5 de marzo de 2005.

## Historial de servicio

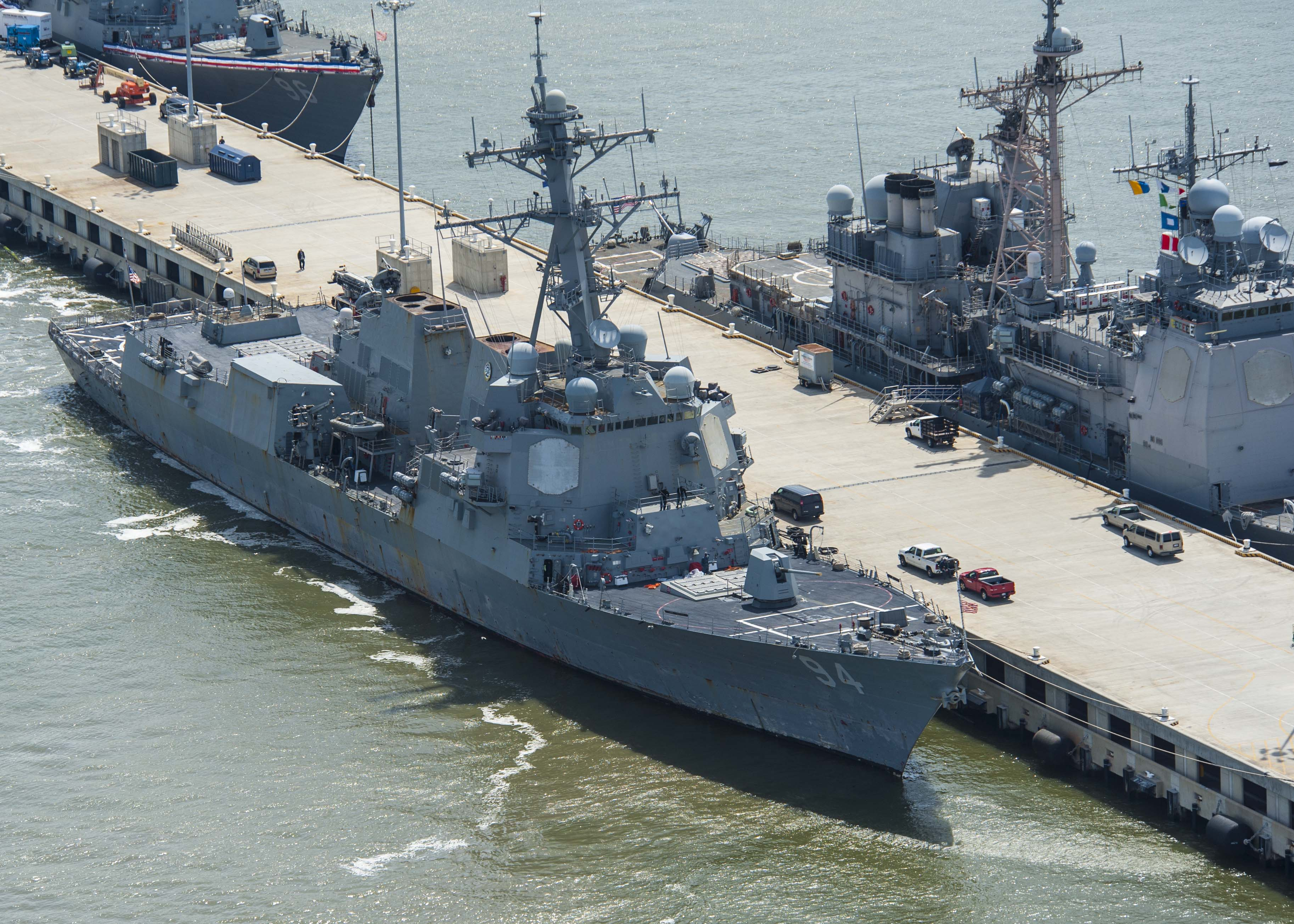
El USS Nitze (DDG-94) amarrado en el año 2013.

El USS Nitze mantiene su apostadero en la base naval de Norfolk (Virginia).